# 汉斯·普夫吕格勒
汉斯·普夫吕格勒（德語：Hans Pflügler，1960年3月27日—），德国男子足球运动员，场上位置是后卫。他曾代表西德国家队参加1990年国际足联世界杯和1988年欧洲足球锦标赛。